# Pascual Tamburri Bariain
Pascual Tamburri Bariain (Pamplona, 22 de noviembre de 1970 - Estrasburgo, 30 de marzo de 2017). Fue un doctor en Historia medieval y licenciado en ciencias políticas, derecho y sociología, docente y analista político de ideología conservadora.

## Biografía
Natural de Pamplona, nació en 1970. Sus orígenes, de raíces italianas por parte paterna y navarras por parte materna, hizo que toda su vida estuviera íntimamente ligado a Italia y particularmente a su pueblo materno, Olite. Falleció el 30 de marzo de 2017 en Estrasburgo (Francia) donde realizaba labores de docente.

### Formación
Tenía conocimientos de varios idiomas, entre ellos idiomas antiguos como el latín y el griego clásico. Asimismo, hablaba inglés, francés, italiano y español. Por otro lado, contaba con varios títulos universitarios:
- 1993 - Licenciatura en Filosofía y Letras por la Universidad de Navarra (donde continuó trabajando como docente).
- 1996 - Doctorado en Historia Medieval por la Universidad de Bolonia.
- 1997 - Licenciatura en Ciencias Políticas y Sociología por la Universidad Nacional de Educación a Distancia (UNED).
- 2012 - Licenciatura en Derecho por la UNED.

### Trayectoria profesional
Realizó labores docentes tanto a nivel universitario (Universidad de Navarra y la Universidad Pública de Navarra), como de secundaria en el IES Marqués de Villena. También se desarrolló como docente en el extranjero en institutos de Canadá y Francia.
Como analista político colaboró con diferentes medios de comunicación de ideología conservadora como "la Gaceta", "ESDiario" (antiguo "el Semanal Digital") o "la Tribuna del País Vasco", donde escribía desde hacía años su columna semanal "Ruta Norte".
Desde 1999 compatibilizaba su profesión con la atención al negocio agrícola familiar y se involucraba en la actividad asociativa del sector.

### Trayectoria política
Influenciado por sus raíces italianas ligadas al fascismo de Mussolini y por los ambientes conservadores en los que se crio, se presentó a las elecciones generales del año 2000 por el partido de extrema derecha España 2000, participando como ponente en la universidad de verano de Democracia Nacional.
Militó en UPN y PP, fue promotor de diversas asociaciones culturales nacionales y de Navarra y fue elegido vicepresidente de la Fundación Leyre.
En sus artículos y ensayos se refiere frecuentemente a los asuntos sociales y políticos de actualidad. Criticó con dureza al nacionalismo independentista a la vez que ensalzó el nacionalismo español. En varias ocasiones, alertó ante la pérdida galopante de valores en la sociedad occidental, aunque cabe destacar que tenía ideas distintas a las de sus pares en lo que respecta al colectivo LGTB, probablemente debido a su propia orientación.
Participó en las elecciones locales de 2003 en la lista de UPN por el municipio de Alsasua, Navarra, y en 2007 por el municipio de Cendea de Galar, Navarra.
A pesar de la visión pesimista de su último artículo "Agoniza un sistema, llega un tiempo nuevo", Pascual Tamburri deja un mensaje final de esperanza:

“Que el camino no vuelva atrás no quiere decir que no siga adelante, ni que haya que renunciar a ser, y a renacer, y a construir sobre los principios que la mezquina modernidad materialista ha tratado de destruir creando sólo tristeza y desilusión”.
Pascual Tamburri Bariain

## Trabajos
- Genocidio educativo: las víctimas y los verdugos de la LOGSE, 2007, 168 págs. ALTERA 2005. ISBN 9788489779990
- La crisis hará ricos a los caciques autonómicos (también "liberales"), en Razón española: Revista bimestral de pensamiento, ISSN 0212-5978, n.º 152, 2008, págs. 359-360.
- Coronación juramentada: Navarra 1329 (Iñigo Mugueta Moreno), en Príncipe de Viana, ISSN 0032-8472, año 68, n.º 240, 2007, págs. 169-190.
- Sancho el Mayor, rey español. Ni el primero ni el último, en Razón española: Revista bimestral de pensamiento, ISSN 0212-5978, n.º 144, 2007, págs. 80-83.
- Historia póstuma de la nación española (abierta a sugerencias), en Razón española: Revista bimestral de pensamiento, ISSN 0212-5978, n.º 140, 2006, págs. 329-331.
- La vía navarra a la democracia, en Razón española: Revista bimestral de pensamiento, ISSN 0212-5978, n.º 137, 2006, págs. 343-346.
- Navarra en los planes del nacionalismo vasco, en Cuadernos de pensamiento político FAES, ISSN 1696-8441, n.º 2, 2004, págs. 53-74.
- El imaginario medieval en la universidad franquista, en Cuadernos del Instituto Antonio de Nebrija de Estudios sobre la Universidad, ISSN 1139-6628, n.º 4, 2001, págs. 267-298.
- Materiales para la reconstrucción del archivo de Francisco Espoz y Mina y sus herederos, en Huarte de San Juan. Geografía e historia, ISSN 1134-8259, n.º 8, 2001, págs. 107-126.
- Una elegía por Navarra en el siglo XV (Iñigo Mugueta Moreno), en Príncipe de Viana, ISSN 0032-8472, año 62, año 222, 2001, págs. 121-138.
- Treinta años de historiografía francesa sobre cultura universitaria, en Cuadernos del Instituto Antonio de Nebrija de Estudios sobre la Universidad, ISSN 1139-6628, año 3, 2000, págs. 261-270.
- La historia de las universidades en los nuevos planes de estudio. La Universidad Pública de Navarra, en Cuadernos del Instituto Antonio de Nebrija de Estudios sobre la Universidad, ISSN 1139-6628, n.º 3, 2000, págs. 271-278.
- La nación de las Indias en la Universidad de Bolonia (siglos XVI-XIX): Raíces medievales de la cultura hispanoamericana, en Espacio, tiempo y forma. Serie IV, Historia moderna, ISSN 1131-768X, n.º 13, 2000, págs. 339-364.
- Navarra en una guerra europea: La estrategia capeta tras las Vísperas sicilianas (1283-1296) (Iñigo Mugueta Moreno), en Príncipe de Viana, ISSN 0032-8472, año 61, n.º 221, 2000, págs. 657-672.
- Martín Jiménez: un clérigo navarro entre sus obligaciones canónicas y la docencia universitaria (1268-1302), en Hispania sacra, ISSN 0018-215X, Vol. 51, n.º 104, 1999, págs. 785-797.
- Un punto de partida: Bibliografía y documentación sobre Blanca de Navarra (1385-1441) en Navarra y en Sicilia (Iñigo Mugueta Moreno), en Príncipe de Viana, ISSN 0032-8472, año 60, n.º 217, 1999, págs. 341-348.
- Fuentes históricas para la guerra de 1512: Estudio y edición de una cróncia castellano Ms. BN 9198, en Príncipe de Viana, ISSN 0032-8472, año 60, n.º 217, 1999, págs. 493-534.
- Estudiantes navarros en Bolonia (siglos XII-XIX) Notas sobre una nación navarra, en Príncipe de Viana, ISSN 0032-8472, año 59, n.º 215, 1998, págs. 763-800.
- España en la Universidad de Bolonia: vida académica y comunidad nacional (siglos XIII-XIV), en Espacio, tiempo y forma. Serie III, Historia medieval, ISSN 0214-9745, n.º 10, 1997, págs. 263-352.
- Presencia institucional de Roncesvalles en Bolonia (siglos XIII-XVI), en Hispania sacra, ISSN 0018-215X, Vol. 49, n.º 99, 1997, págs. 363-408.
- Juan de Jaso: estudios universitarios y vinculación posterior con Italia, en Príncipe de Viana, ISSN 0032-8472, año 58, n.º 211, 1997, pags. 393-402
- La documentación judicial boloñesa, fuente para el estudio de la presencia universitaria española en Italia, 1281-1328, en Glossae: Revista de historia del derecho europeo, ISSN 0214-669X, n.º 7, 1995, págs. 183-223.